# セクションの書法
セクションの書法（セクションのしょほう、sectional writing、セクション書法）とは、2つ以上の楽器群をまとまりのあるセクションとして使用し、和声的な厚みを持ったメロディを創り出す和声法である。クラシック音楽、ビッグバンド編成のスウィング・ジャズ、ポピュラー音楽でしばしば用いられる。

## 概要

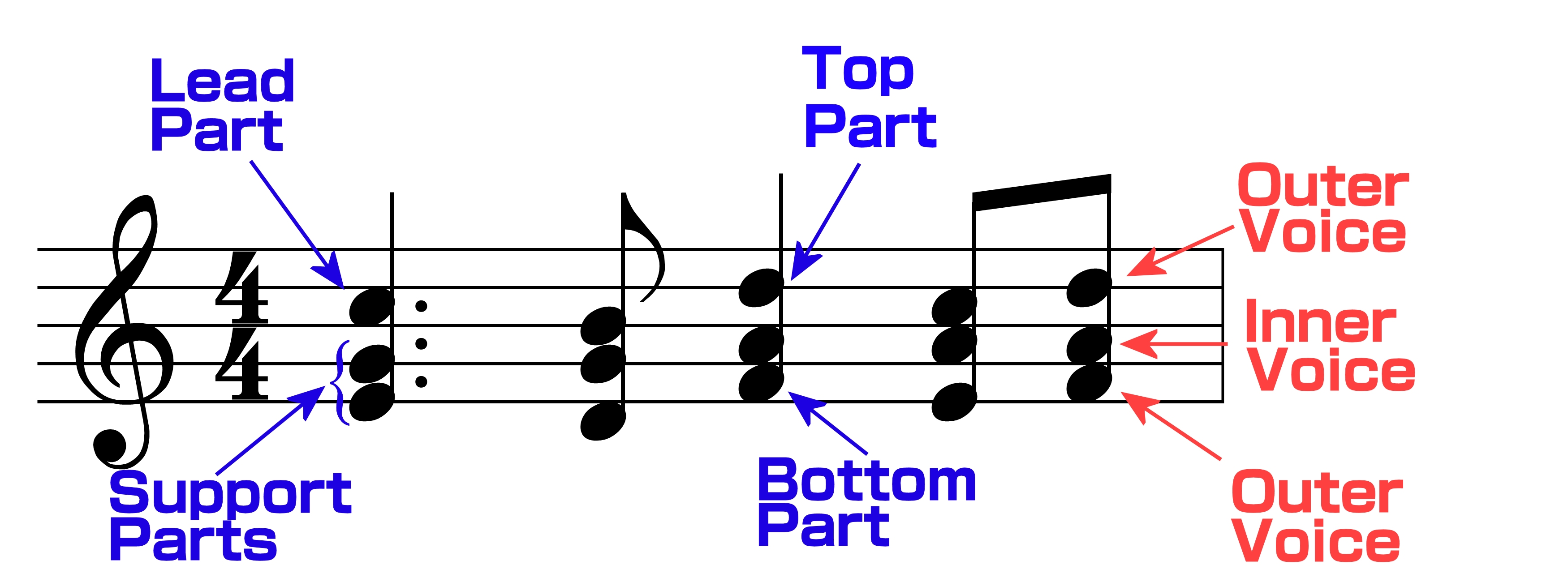
セクショナル・ハーモニーの基本構造

この和声法では、主旋律の下声部に主旋律をハーモニーでサポートする声部を1つ以上配置する。このような和声付けをセクションの和声付け sectional harmonization と言い、そのようにしてできた和声をセクショナル・ハーモニー sectional harmony と言う。セクショナル・ハーモニーは譜例のような構造を持つ。
譜例の説明は次の通り：
- Lead part: リード・パート。主旋律を担当する。
- Support part: サポート・パート。主旋律をハーモニーでサポートする声部。下声部とも。
- Bottom part: ボトム・パート。セクションの最低音を担当する声部。
- Outer voce: 外声。セクションの最高音および最低音を担当する2つの声部を外声と言う。
- Inner voice: 内声。2つの外声に挟まれた中間音域を担当する声部を内声と言う。

※ 2声のセクショナル・ハーモニーに内声は存在しない。4声以上のハーモニーでは内声の数は複数となる。「声部」、「外声」、「3声の」等と表現するが、歌声のみに限定されず、歌でも楽器でもよい。
セクショナル・ハーモニゼーションでは、下声部の旋律的な動きを必ずしも考慮しなくてもよい。この点において声部の書法 part writing の理論と相反する。下声部が主旋律と同じリズムで進行する（1音符 : 1音符）ほど、セクショナルな雰囲気が生み出せる。
和声付けされる主旋律のことをリード・ライン、リード・パート、あるいは単にリードと言い、下声部に置かれる1つ以上の個々の旋律をサポート・ラインまたはサポート・パートと言う。
楽器の音量や音色のバランスを考慮すればサポート・ラインをリードの上声に置くこともできるし、しばしば行われるが、ここでは下声部でサポートする場合を説明する。
セクショナル・ハーモニゼーションは、さまざまな楽器の組み合わせによるセクションにも適用できるが、似た音色の楽器によるセクションに適用するときに最もよい効果が得られる。
セクショナル・ハーモニーそれ自体では和声として完成しないため、ベース（バス）による伴奏を必要とする。そのため、本稿ではセクショナル・ハーモニーの譜例にベースも示す。ただし、3声以上のセクションではボトム・パートにベース的な性格を持たせることができ、うまくバランスが取れれば必ずしも伴奏は必要ではない（これに関して本稿では#独立性を持つ最下声部でバリトン・サックスによるベース・ラインの一例を示したのみである）。

## 声部の書法との関連
声部の書法によるクラシック音楽において、声部に和声的な厚みを与えたり強調したりする目的で、セクションの書法が慣習的によく用いられている。
声部の書法において、同時に演奏されるそれぞれのパートは旋律として独立していて、音楽的に対等であり、どれが主旋律でどれが付随的な旋律というわけではない。これら独立したそれぞれのパートを声部という。クラシック音楽では、和声法が主流になってもなお、この声部書法の手法が受け継がれている。
ある声部の旋律に色合いを付けたり強調したりする目的で、声部の書法において、同種または異種の楽器で、その旋律を同じ高さまたはオクターブ離れた位置で同時に演奏させることがよくある（これら追加されたパートは和声法の連続1度や連続8度の禁則には該当しない）。
セクションの書法はこれとよく似ている。異なるのは、ユニゾンやオクターブで旋律に色彩を付ける代わりに、3度や6度離れたところに同様の動きをする従属的な旋律を配置し、和声的な方法で旋律に色合いや厚みを付けるところである。セクションの書法においては、このような従属的な旋律を受け持つパートも「声部」と呼ぶが、これは声部書法的な意味での「真の声部」ではない。独立した旋律ではないからである。
クラシック音楽において、セクションの書法が声部の書法に組み込まれることがよくある。次の譜例は2本のフルート、1本のバスーン、そしてチェロの4声部から成る音楽に思われるかもしれない。
| フルートのセクショナル・ハーモニーを含む声部書法 |

しかし、第2フルートは、第1フルートとほとんど同じ動きをしており、旋律としての独立性を持たず、真の声部であるとは言えない。第2フルートは第1フルートに和声的な厚みや色合いを添えているに過ぎない。つまり2本のフルートが2声のセクショナル・ハーモニーを奏しているのである。
上の譜例は、実質的には次のような3声から成る音楽であると言える。
| 実声部のみで書かれた声部書法 |

このような実質的な声部のことを実声部 a real part と呼ぶ。
バスーンをセクショナルにハーモナイズすることもできる。このようにしても実質的な声部は3声であることに変わりはない。
| バスーンのセクショナル・ハーモニーを含む声部書法 |

### 実例
チャイコフスキー作曲「くるみ割り人形」を例に挙げると、「葦笛の踊り」第3小節から40小節にわたりフルートによる3声のセクショナル・ハーモニーが奏でられる。「花のワルツ」では第38小節からホルンによる3～4声のセクショナル・ハーモニーが演奏され、第69～88小節には弦楽器によるダブル・デュエット double duetを聴くことができる。

## 2声のセクショナル・ハーモニー（デュエット）
2声のセクショナル・ハーモニーは、セクショナル・ハーモニーの中で最も音に厚みがない。メロディ楽器が2つしかない時にセクショナルな効果を出したい時の唯一の選択肢である。もっと楽器がある場合でも、2声のハーモニーは薄くて軽いので、後に紹介する多声部で重厚なセクショナル・ハーモニーと対比させると効果的である。2声のハーモニーはその薄さのため、下声部のラインがよく聞こえてしまう。このため、自然な旋律に聞こえるような配慮が下声部のボイス・リーディング（声部連結）に必要となる。
あらゆる音程が使えるが、最も基本となるのは3度と6度のハーモニーである。3度や6度は並行 similar motion させてもよいし、必要に応じて3度から6度へ、あるいはその逆へと入れ替えることもできる。連続3度や連続6度でハーモナイズすると、リード・ラインが和声音であっても、頻繁に下声部に非和声音が現れることになる。自然に聞こえれば3度と6度を入れ替えて回避することもできるし、下声部が付加音（第7音や第6音）やテンションに該当すれば滑らかに並行を続けることができる。ただし、こうした非和声音は、ハーモニーを曖昧にするため、長い音価では使えない。オリジナルのコード進行が2声のハーモニーに適さなければ、修正（リハーモナイズ reharmonization）されることもある。

### 完全協和音程
- 完全ユニゾン perfect unison は音が薄いため、通常はフレーズの最初や最後のみに用いられる。
- 完全8度 perfect octave の使用は完全ユニゾンに準じるが、音はユニゾンほど薄くはならない。
- 陰伏8度 hidden octave（並達8度）は終止部分以外では避けられる。
- 完全5度 perfect fifth は独特な癖のある響きをもち、3度や6度を主とする和声とは相性が悪い。和音の根音を含む平行5度は使用できない。しかし、後続の5度音程の片方または両方が非和声音（第6音、第7音、その他）であれば許される。両声の反行 contrary motion の過程で生じる5度や、伝統的なホルンの5度 horn fifth は使用可能である。[8]
- 完全4度 perfect forth は2声の和声では不協和音程である。

### 不協和音程
2声のセクショナル・ハーモニーにおいて、不協和音程の適切な解決は何を置いても重要で、遅くとも後続和音で解決されなければならない。
不協和音程の処理方法は複数あるが、ここでは性格の異なる2種類の倚音 an appoggiatura、つまりメロディの表情を豊かにするための倚音 an expressive appoggiatura およびリズム効果を狙った倚音 a rhythmic appoggiatura の典型的な処理方法を示す（2声以外でも考え方は同じである）。
※ 強拍または拍の頭にある非和声音で、順次進行で和声音に解決するものを、本記事では便宜的にどれも「倚音」と表現する。
| 2声のセクショナル・ハーモニーの倚音の処理A · 2 voice sectional harmony how to resolve expressive appoggiaturas.mid | 2声のセクショナル・ハーモニーの倚音の処理B · 2 voice sectional harmony how to resolve rhythmic appoggiaturas.mid |

## 3声のセクショナル・ハーモニー
3本のブラスやサックスによるセクショナル・ハーモニーは、吹奏楽や商業オーケストラでよく使われる。3声のハーモニーの下声部のそれぞれの旋律は2声より聴き取りにくく、ボイス・リーディングも2声の時ほど気を遣わなくてよい。

### 縦の積み重ね
クローズ・ボイシング close voicing（密集配分）は音の密度が濃くよく溶け合い、下声部の旋律は聴き取りにくい。速いテンポの曲やリズミカルなフレーズに適する。ストック・アレンジメント（編成が多少不完全でも演奏できる市販の楽譜）でよく使われる。
オープン・ボイシング open voicing（開離配分）では各声部が溶け合いにくく下声部それぞれの旋律は比較的聴き取りやすい。このためより自然なボイス・リーディングが求められる。演奏者にも技術が要求される。ゆっくりとしたテンポの曲や、リズムの激しくないフレーズに適している。
詳しくはボイシングを参照。
3声のセクショナル・ハーモニーでは、トライアド（三和音）、セブンス・コード（7の和音）、シックスス・コード（付加6の和音）も使用することができる。第9音 9th は根音 root の代理音としてしばしば用いられるが、メロディを阻害しないよう配慮して使用される。

### 横の動きと縦の積み方との関係
3声セクションの外声は、完全な2声体 a perfect duet であることが望ましい。たとえば外声の平行5度は望ましくない。特にクローズ・ボイシングにおいては、速い動きの時はセクションの流れを滑らかにするために外声は並行6度で動かすのがよい。するとしばしば外声に和声外音 a non-chord tone（=非和声音）が現れることになるが、やむを得ないこともある。それでも速いパッセージでは6度を保った方がよい。しかし、動きのゆったりとした箇所では、横の動きの滑らかさより和音の垂直な構造が最優先される（長い音価の非和声音は和声機能〔響きの表情〕を曖昧にする）。並行6度がよいかどうかは、速さに依存するのである。
| 並行6度でなめらかに進行する3声のセクショナル・ハーモニー · 3 voice sectional harmony in parallel sixths.mid | 並行6度でなめらかに進行する3声のセクショナル・ハーモニー · 3 voice sectional harmony not in parallel sixths.mid |

### 横のライン
3声のセクショナル・ハーモニーでは、下声部のボイス・リーディングは2声の時ほど重要ではない。とはいえ、変則的なボイス・リーディングが必要なときは、できる限り内声で処理するように配慮される。セクションの書法では、下声部の旋律的な動きよりセクションとしての流れを重視する。不協和音程や限定進行音を同一声部で解決するとセクションの流れが犠牲になる場合は、別の声部で解決する。ある声部の不協和音程や限定進行音を別の声部で解決する過程をトランスファーランス transference と言う。

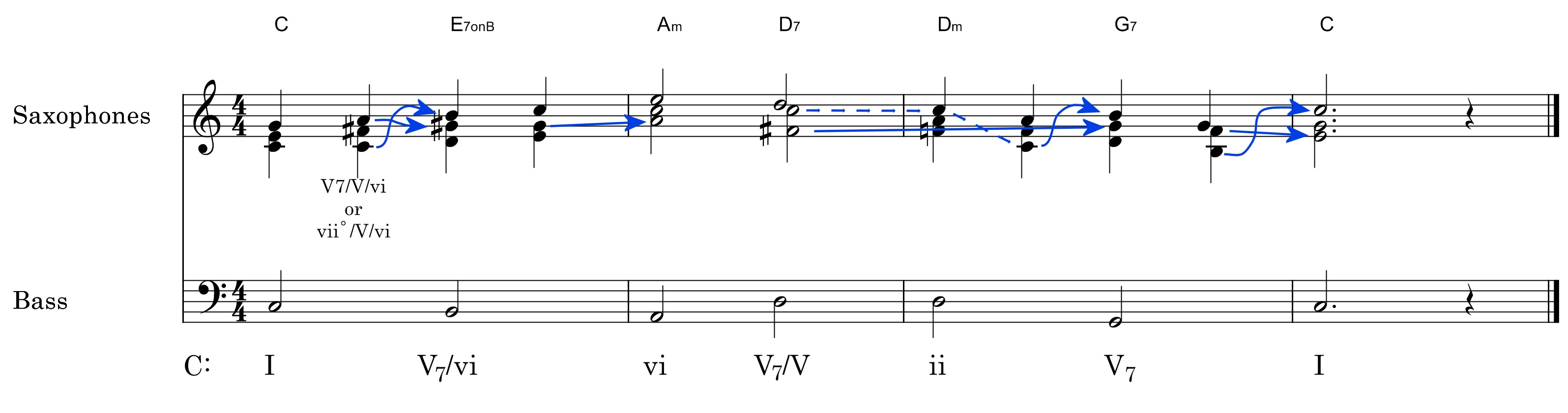
3声のセクショナル・ハーモニー。青い矢印はトランスファーランスtransferenceを示す。

この例からもわかる通り、セクショナル・ハーモニーは伝統的な和声理論とは別の理論なのではない。従来の理論の延長線上に位置し、より自由に応用されているだけなのである。

## 4声のセクショナル・ハーモニー
4声のセクショナル・ハーモニーは音に厚みがあり、3声より充実した響きが得られる。不自然なテンションを使わずに音に厚みを出すことができる。音色の似た楽器を組み合わせた時に最も効果的である。スウィング・スタイルのビッグバンド等でよく用いられる。

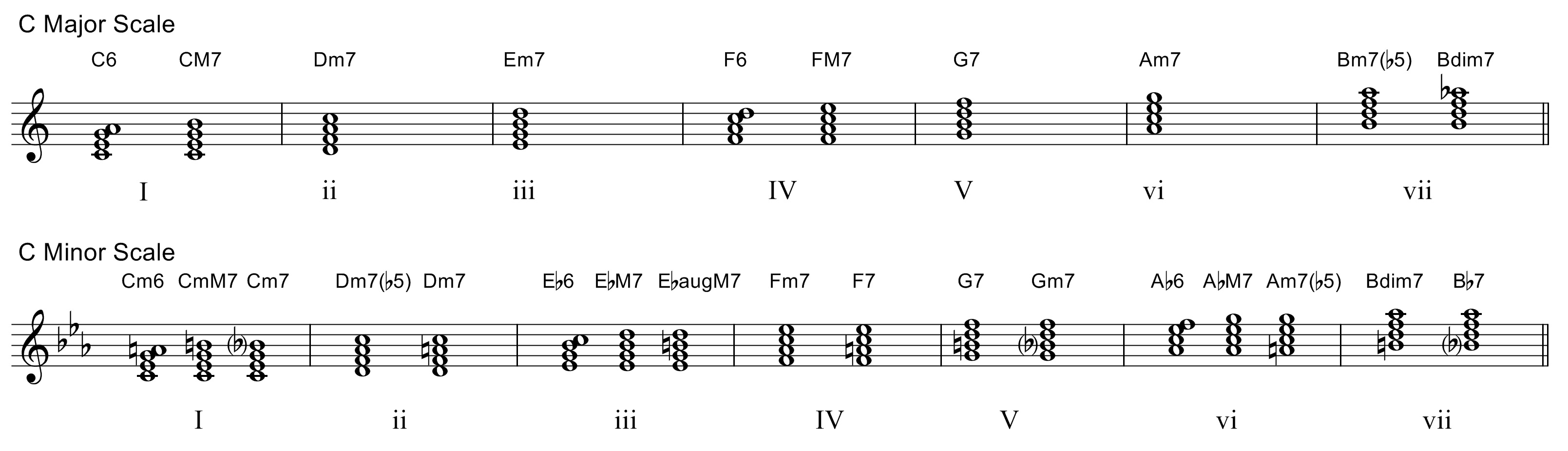
4声のセクショナル・ハーモニゼーションで用いる基本的な和音は、トライアドに第7音または第6音を追加した和音である。

### 縦の積み重ね
4声のセクショナル・ハーモニーでは重複音のない4音を各声部が演奏する。トライアドに第7音 seventh や第6音 sixth を付加することで、4音の和音が作れる。付加音 an added note を使うとハーモニーの厚みが増す。これらはそれぞれセブンス・コード（7の和音）およびシックスス・コード（付加6の和音）と呼ばれる。セブンス・コードやシックスス・コードを基調とする音楽では、第6音および第7音は基本的には和声音 a chord tone とみなされる。また、テンション a tension（和声音のようにも使える非和声音）もよく用いられる。

### ボイシング
クローズ・ボイシングは音の厚みを最大限に活かせるためよく用いられる。4 way close としても知られる。
オープン・ボイシングは緊張感が低く、豊かなサウンドが得られる。個々の声部が独立して聞こえやすいという特徴から、音色の異なる楽器による4声のセクションでは、そのぶんボイス・リーディングに注意を払う必要がある。
オープン・ボイシングはクローズ・ボイシングの： 
1. 第2声部を1オクターブ下げて作る。これを drop 2 と言う[7][9]。
2. 第3声部を1オクターブ下げて作る。これを drop 3 と言う[9]。
3. 第2および第4声部を1オクターブ下げて作る。これを drop 2 & 4 と言う[9]。

どれも、単純に声部を1オクターブ下げただけではしばしば好ましくない響きとなるため、そのような場合はボイシングの修正がなされる。
それぞれのボイシングを譜例に示す。
| 4声のセクショナル・ハーモニー。クローズ・ボイシング。 · 4 voice sectional harmony in close voicing MIDI.mid       | 4声のセクショナル・ハーモニー。Drop 2 によるオープン・ボイシング。 · 4_voice_sectional_harmony_in_drop_2_MIDI.mid        |
| 4声のセクショナル・ハーモニー。Drop 3 によるオープン・ボイシング。 · 4 voice sectional harmony in drop 3 MIDI.mid | 4声のセクショナル・ハーモニー。Drop 2 & 4によるオープン・ボイシング。 · 4 voice sectional harmony in drop 2 & 4 MIDI.mid |

### 横のライン
4声のセクショナル・ハーモニゼーションでは、それぞれの声部が同じ方向に進行する並行 similar motion が原則となる。斜行 oblique motion や反行 contrary motion は、使えないわけではないがほとんど用いられない。セクショナル・ハーモニーの目的は対位ではなく、厚みのあるメロディをセクションで創ることだからである。
クローズ・ボイシングでは特に、下声部の旋律的な流れの重要性は低くなる。対位法や伝統的な和声法では個々の声部に対等な独立性が求められるが、セクショナル・ハーモニーの目的は厚みを持つメロディなので、下声部はむしろリード・パートに従属した動きをする方が望ましいのである。
リード・パートはある程度独立して動かしてもよく、セクションの雰囲気も保たれたままである。これが適するのは、特にメロディが装飾的な動きをしているときである。
しかし、下声部に独立した動きをさせることはまずない。聴き手の注意は独立した動きに奪われ、セクショナルな効果が破壊される。音楽的な好ましさの話ではなく、セクションの書法の狙いからは大きく外れるのである。
| リード・パートの独立性 · Independent lead part in 4 voice sectional harmony.mid | ボトム・パートの独立性 · Independent bottom part in 4 voice sectional harmony.mid |

## 5声のセクショナル・ハーモニー
5声のセクショナル・ハーモニーの響きはとかく濃密で重々しく、メロディが不明瞭になりやすく、特にシンプルなメロディには大げさすぎてそぐわない。フレーズやコーラスの全体に渡り5声でハーモナイズするのは、ボイシングの点から不可能なこともあるし、できたとしてもたいていは音楽として好ましくない。このことから、奏者が5人いるセクションでも、4声型のセクショナル・ハーモニーが広く使われている。
一方、モダンな音楽のメロディは付加音やテンションと相性がよく、5声のハーモニゼーションとよく合う。
※注意　声部 a voice という語は異なる動きをする旋律を指す。声部の数はパートの数（楽器や歌手の数）と同じではない。複数のパートがユニゾンやオクターブで同じ旋律を演奏する場合、それらは1声と数えられる。

### 4声型ハーモニーの使用
5パートのセクションの向けの最も一般的な編曲手法は、5パート4声型のハーモニーである。メロディ（リード・パート）を1オクターブ下で重複するのが常套手段である。4声のセクショナル・ハーモニーの音の厚さを保ちつつ、メロディをよりくっきりさせることができる。
クローズ、オープン、それぞれのボイシングによる、5パート4声のセクショナル・ハーモニーの例を示す。
| 5パート4声のセクショナル・ハーモニー。クローズ・ボイシング。 · 5 part 4 voice sectional harmony in close.mid | 5パート4声のセクショナル・ハーモニー。オープン・ボイシング。 · 5 part 4 voice sectional harmony in open.mid |

#### クラリネット・リード（ミラー・リード）
クラリネット・リード clarinet lead（ミラー・リード Miller lead とも）は、グレン・ミラー楽団のトレードマーク的なボイシングであり、上述の5パート4声のクローズなセクショナル・ハーモニーの応用である。
リード・パートに1本のクラリネットを配し、4本のサクソフォンが下声部でサポートする（2本のアルト＋2本のテナー・サックス）。クラリネット～1stテナーで4声のセクショナル・ハーモニーを構成し、2ndテナーはクラリネットのメロディを1オクターブ下で重複する。例を示す。

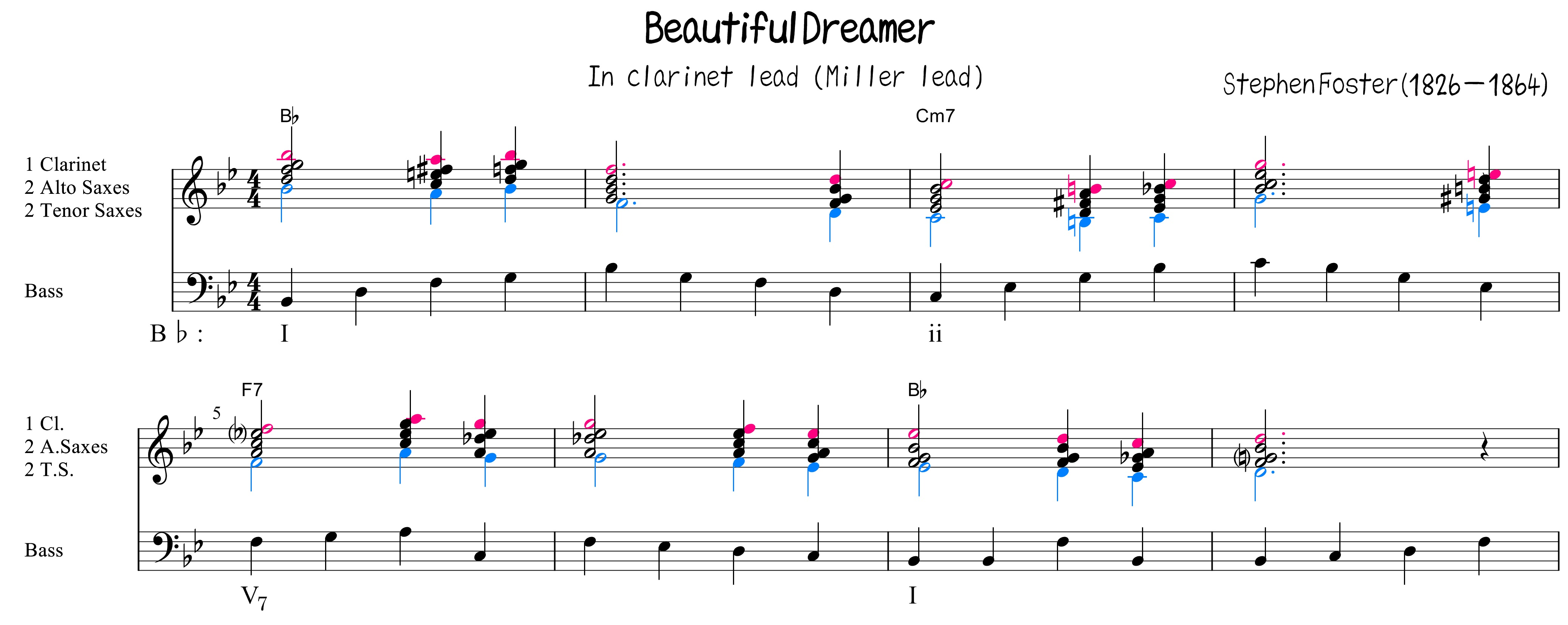
クラリネット・リード clarinet lead によるボイシングの例。ミラー・リード Miller lead とも。スティーブン・フォスター（1826 - 1864）作曲「夢路より」。赤がクラリネット（リード・パート）。青がクラリネットを重複する2ndテナー・サックス。

### 5声のハーモニー

#### ボイシング
5声のクローズ・ボイシングは、特別なアクセント効果や、軽いフレーズに用いられる。これは高音域で使用される。声部がかなり密集しているため、低音域で使用すると音が濁り、効果が疑わしいからである。

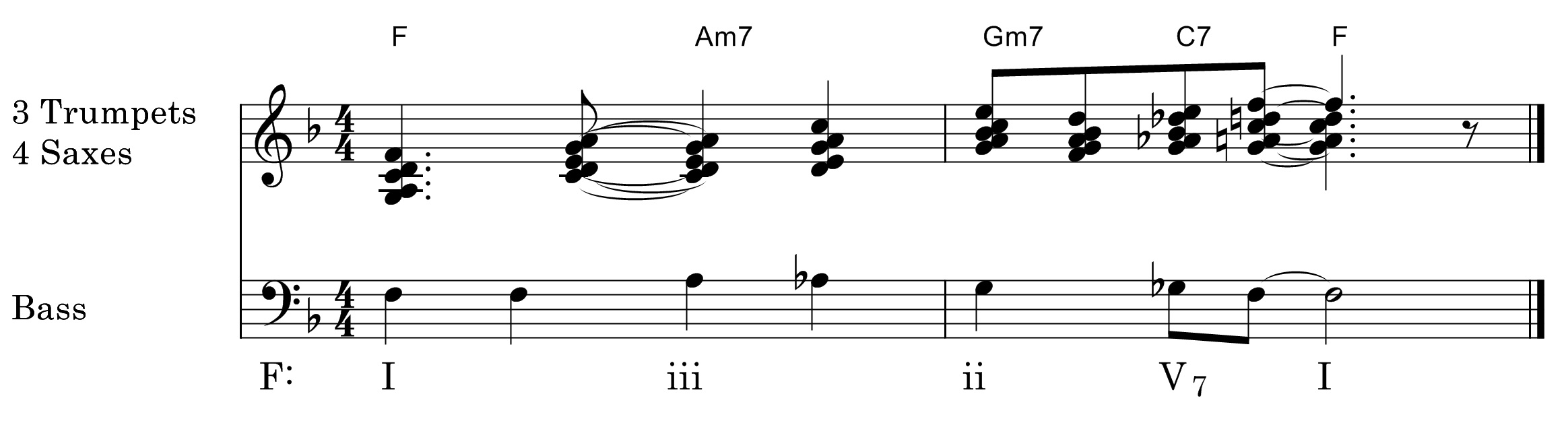
5声のセクショナル・ハーモニー。クローズ・ボイシング。

オープン・ボイシングはよく用いられる。5つもの異なる音が同時に響くと、過剰な重々しさや非常な緊張感を感じさせる。このため、できる限り澄んだ響きがするようにボイシングされる。5つもの声部を常に調和させて書くのは時として非常に困難である。たとえばメロディが第9音、第5音、根音であれはボイシングに適するが、第3音、第7音、第6音ではきわめて困難なことがある。回避する1つの方法は、部分的に4声でボイシングすることである。これによるハーモニーの充実感の損失はそれほどでもなく、外れた音も出さずにすむので、無理に5声にこだわるよりよい。

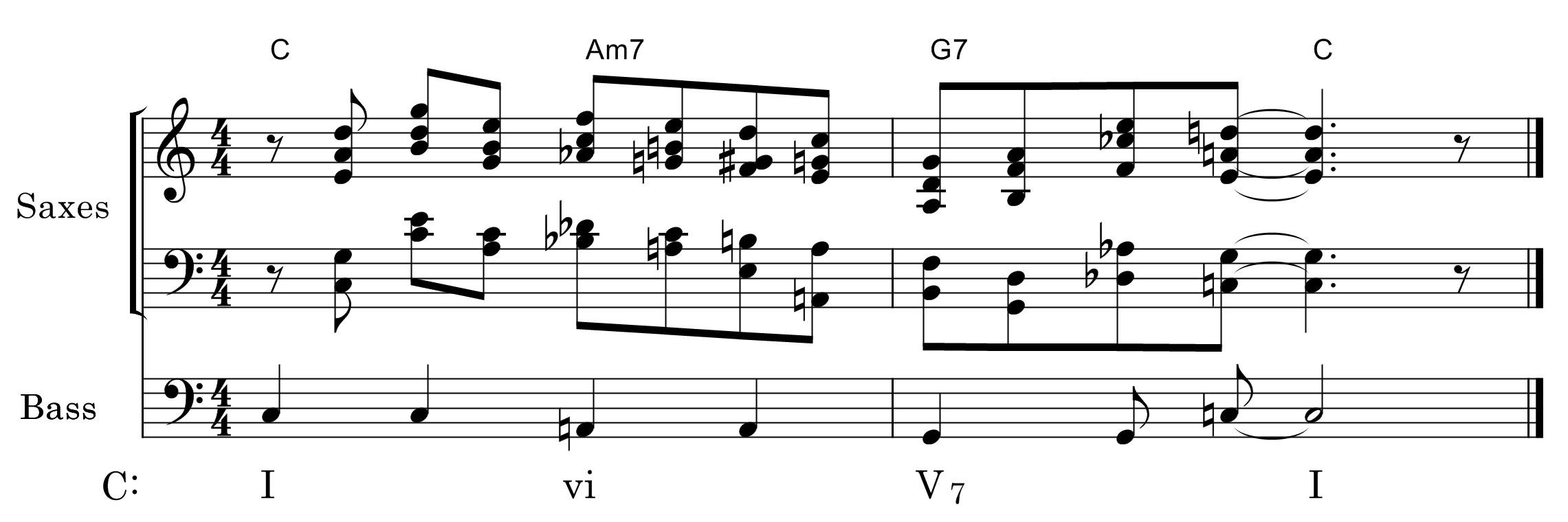
5声のセクショナル・ハーモニー。オープン・ボイシング。

よく澄んだ響きを得るために、ボイシングには倍音列が考慮される。原則として、基本となる三和音部分を最下部に配分する。低音域では、基本的に広い音程で配分される。密集した音程や、高次倍音は高音域に配分すると響きがよい。
メロディやオリジナルのハーモニーが5声のボイシングに適さない場合は、しばしばハーモニーが修正される。代理和音 a substitute chord との交換、トニック化 tonicization、クロマチック・コード a chromatic chord によるアプローチといった手法が用いられる。
代理和音はポピュラー和声を参照のこと。クロマチック・コードは目的のコードに半音上または下からアプローチする和音。上の譜例の1小節目3拍目表の8分音符による和音は裏拍の和音への上からのクロマチック・コードである。

#### 横の流れ
5声のハーモニーは音が厚く、サポート・パートは1つ1つの旋律として聞こえない。だから、サポート・パートのボイス・リーディングの重要性はとりわけ低い。ボイス・リーディング（横のライン）とボイシング（縦の構造）とどちらを優先すべきかと言えば、明らかに縦の構造である。これは声部の書法と矛盾する点である。
しかしながら、次項のようにボトム・パートに独立性を持たせる場合がある。その時はボトム・パートの横の流れは適切に配慮されることになる。

#### 独立性を持つ最下声部
サックス・セクションにおけるバリトン・サックスは、セクションとの融合も非常によい。一方、独立した動きができるだけの十分な存在感や重量感も備えている。このため、バリトン・サックスに独立したパートを演奏させることは非常によい用法であり、非常に効果的なことがある。
左の譜例では、バリトン・サックスが独立したベース・ラインを演奏している。右の譜例ではリード・パートと反行させている。いずれもバリトンに独立性を持たせることができる。
| バリトン・サックスの独立したベース・ライン | バリトンを上外声と反行させた例。 |

このほかにも、オルガン・ポイントやオスティナート、フィルイン fill-in といった手法でも独立性を発揮する。
バリトン・サックスと同様な性質を持つ低音楽器なら、この方法が適用できる。たとえば、クラリネット・セクションにおけるバス・クラリネット、木管セクションにおけるバスーンにである。